# Megadontomys nelsoni
Megadontomys nelsoni е вид бозайник от семейство Мишкови (Muridae). Видът е застрашен от изчезване.

## Разпространение
Разпространен е в Мексико.